# Hoàng Đảo
Hoàng Đảo (giản thể: 黄岛区; phồn thể: 黃島區; bính âm: Huángdǎo Qū) là một quận của thành phố phó tỉnh Thanh Đảo, tỉnh Sơn Đông, Trung Quốc. Quận này nằm ở phía tây nam và phía tây của khu vực đô thị chính, phía tây vịnh Giao Châu trên cơ sở hợp nhất quận Hoàng Đảo với Khu phát triển kinh tế kỹ thuật Thanh Đảo (青岛经济技术开发区, QETDZ) kể từ ngày 3 tháng 6 năm 2014.

## Lịch sử
Năm 1944 thành lập huyện Tàng Mã. Tháng 9 năm 1946 đổi tên huyện Châu Sơn thành huyện Giao Nam.
Năm 1956 sáp nhập huyện Tàng Mã vào huyện Giao Nam.
Tháng 10 năm 1976 chính quyền tỉnh Sơn Đông quyết định tách 3 nhân dân công xã Hoàng Đảo, Tiết Gia Đảo, Tân An cùng địa khu Xương Duy ra khỏi huyện Giao Nam để thành lập Hoàng Đảo cách mạng ủy viên hội, tương đương cấp huyện.
Tháng 1 năm 1979 được Quốc vụ viện CHND Trung Hoa phê chuẩn đổi tên Hoàng Đảo cách mạng ủy viên hội thành khu Hoàng Đảo, tương đương huyện cấp thị.
Tháng 8 năm 1984 theo quy định về việc đổi nhân dân công xã thành hương, trấn đã thành lập 3 trấn Hoàng Đảo, Tiết Gia Đảo, Tân An và hương Liễu Hoa Bạc (tách ra từ Tân An).
Năm 1985 thành lập Khu phát triển kinh tế kỹ thuật Thanh Đảo (cấp quốc gia).
Năm 1992 hợp nhất Khu phát triển kinh tế kỹ thuật Thanh Đảo với khu Hoàng Đảo để thành lập một khu vực thương mại tự do.
Ngày 1 tháng 12 năm 2012 chính quyền tỉnh Sơn Đông phê chuẩn việc triệt tiêu khu Hoàng Đảo cũ và thành phố cấp huyện Giao Nam để thành lập khu Hoàng Đảo mới.
Ngày 3 tháng 6 năm 2014 thành lập tân khu Tây Hải Ngạn, bao quát toàn bộ khu vực hành chính của khu Hoàng Đảo. Như vậy, Tân Hải Ngạn đã trở thành tân khu cấp quốc gia thứ 9 sau Phố Đông (Thượng Hải, 1992), Tân Hải (Thiên Tân, 2009), Lưỡng Giang (Trùng Khánh, 2010), Quần đảo Chu Sơn (Chiết Giang, 2011), Lan Châu (Cam Túc, 2012), Nam Sa (Quảng Đông, 2012), Tây Hàm (Thiểm Tây, 2014), Quý An (Quý Châu, 2014).
Năm 2018, Tây Hải Ngạn đã trở thành tân khu thứ ba được Bộ Dân chính CHND Trung Hoa công nhận là đơn vị hành chính sau Phố Đông và Tân Hải, trong khi các tân khu khác chỉ đơn thuần là khu vực quản lý về kinh tế.

## Hành chính
Hoàng Đảo được chia thành 12 nhai đạo và 10 trấn; các nhai đạo và trấn ở mé phải trong bảng dưới đây là hợp nhất từ thành phố cấp huyện Giao Nam.

### Nhai đạo
| - Hoàng Đảo (黄岛街道) - Tân An (辛安街道) - Tiết Gia Đảo (薛家岛街道) - Linh Châu Sơn (灵珠山街道) - Trường Giang Lộ (长江路街道) - Hồng Thạch Nhai (红石崖街道) | - Giao Nam (胶南街道) - Châu Hải (珠海街道) - Ẩn Châu (隐珠街道) - Linh Sơn Vệ (灵山卫街道) - Thiết Sơn (铁山街道) - Tân Hải (滨海街道) |

### Trấn
| - Lang Gia (琅琊镇) - Bạc Lý (泊里镇) - Đại Trường (大场镇) - Đại Thôn (大村镇) - Lục Uông (六汪镇) | - Vương Đài (王台镇) - Trương Gia Lâu (张家楼镇) - Hải Thanh (海青镇) - Bảo Sơn (宝山镇) - Tạng Nam (藏南镇) |

## Kinh tế
Các ngành công nghiệp trụ cột trong khu phát triển bao gồm: điện tử, thiết bị điện gia dụng, vật liệu xây dựng, hóa dầu, máy móc, dược phẩm. Cầu vịnh Giao Châu kết nối khu Hoàng Đảo với khu vực trung tâm thành phố.